# Aníbal Ciocca
Aníbal Ciocca   (Montevideo, 23 de juliol de 1915 - 7 de novembre de 1981) fou un futbolista uruguaià de la dècada de 1930.
Fou 21 cops internacional amb la selecció de l'Uruguai. Guanyà el campionat sud-americà de 1935 i 1942.
Pel que fa a clubs, defensà els colors de Nacional durant 15 temporades.